# Further Seems Forever
I Further Seems Forever sono un gruppo musicale alternative rock/emo statunitense formatosi a Pompano Beach nel 1998. La band è spesso classificata come una band cristiana, anche se il gruppo preferisce descriversi come "una rock band formata da cristiani". Altra caratteristica del gruppo è quella di non aver mai registrato due album di seguito con lo stesso cantante.

## Storia del gruppo
La band si forma nel 1998 in Florida da tre gruppi locali: Strongarm, Shai Hulud e Vacant Andys. La formazione iniziale presenta il cantante e paroliere Chris Carrabba, il bassista Chad Neptune, il batterista Steve Kleisath e i chitarristi Josh Colbert e Nick Dominguez. I Further Seems Forever cominciano a farsi conoscere con il brano Vengeance Factor, inserito in una compilation della Deep Elm Records, e con lo split del 1999 realizzato con i Recess Theory, From the 27th State. Il debutto ufficiale arriva nel 2001 con Moon Is Down, primo album in studio della band pubblicato sotto l'etichetta discografica cristiana Tooth & Nail. Poco tempo dopo, però, Carrabba lascia la band per intraprendere un nuovo progetto musicale, che chiamerà Dashboard Confessional.
La band recluta quindi Jason Gleason, e successivamente anche Derick Cordoba, al posto di Dominguez, che lascia il gruppo nel corso del 2001. Nel febbraio 2003 viene quindi pubblicato il secondo album in studio, How to Start a Fire, che grazie alla voce di Gleason risulta un album più concreto e intenso del precedente. Tuttavia, proprio durante le fasi di registrazione per il terzo album, Gleason lascia i Further Seems Forever. Questi trovano un sostituto in Jon Bunch, reduce dal recente scioglimento della sua ex band Sense Field. Con Bunch i Further Seems Forever pubblicano solo  Hide Nothing nel 2004, poiché qualche mese dopo decidono di andare in pausa indefinita. Nei primi giorni del 2006 arriva invece la notizia dello scioglimento definitivo della band. Viene organizzato un tour di addio per i fan e la pubblicazione, tramite la Tooth & Nail Records, della raccolta Hope This Finds You Well, contenente i migliori brani della band dai suoi tre album. L'ultimo concerto della band si tiene il 17 giugno 2006 ad Atlanta, Georgia. Lo show verrà registrato e pubblicato nella raccolta del 2007 The Final Curtain, pubblicata dalla 567 Records e contenente, oltre al concerto, varie demo e inediti del gruppo.
Nel 2010 i Further Seems Forever si riuniscono con la formazione originale, e pubblicheranno il loro quarto album in studio, intitolato Penny Black, il 23 ottobre 2012.

## Formazione

### Formazione attuale
- Chris Carrabba – voce (1998-2001, 2010-presente)
- Josh Colbert – chitarra (1998-2006, 2010-presente)
- Nick Dominguez – chitarra (1998-2001, 2010-presente)
- Chad Neptune – basso (1998-2006, 2010-presente)
- Steve Kleisath – batteria (1998-2006, 2010-presente)

### Ex componenti
- Jason Gleason – voce (2001-2004)
- Derick Cordoba – chitarra (2001-2006)
- Jon Bunch – voce (2004-2006)

## Discografia

### Album in studio
- 2001 – The Moon Is Down
- 2003 – How to Start a Fire
- 2004 – Hide Nothing
- 2012 – Penny Black

### Album dal vivo
- 2007 – The Final Curtain

### Raccolte
- 2006 – Hope This Finds You Well

### EP
- 1999 – From the 27th State (split con i Recess Theory)
- 2002 – Further Seems Forever/Twothirtyeight (split con i Twothirtyeight)